# Tamandaré (canção)
"Tamandaré" é uma canção do compositor brasileiro Chico Buarque (1965), criada para integrar a trilha sonora do musical Meu Refrão, espetáculo de Hugo Carvana e Antônio Carlos da Fontoura que estreou em agosto de 1966, no Rio de Janeiro.

## Censura
Foi o primeiro trabalho de Chico Buarque proibido pela censura, que considerou a letra ofensiva ao Almirante Tamandaré, cuja figura era estampada nas notas de 1 cruzeiro, e para quem Chico perguntara: "...Meu marquês de papel cadê teu troféu? Cadê teu valor? Meu caro almirante o tempo inconstante roubou..."
Chico criticou a censura, dizendo que a música simplesmente falava de "um Zé qualquer, sem samba, sem dinheiro" e que o que era ofensivo ao almirante era a sua presença na "insignificante nota de um cruzeiro". Antônio Carlos da Fontoura engrossou o coro de protestos, argumentando que, sem a música, a peça teria de ser reformulada por completo. Além disso, um compacto com uma interpretação da canção por Odete Lara lançado pela Elenco teve suas 6 mil cópias apreendidas.
Edgar Façanha, o censor responsável pelo veto à música, defendeu a decisão e disse que só a tomou às vésperas da peça porque recebeu a música somente no dia anterior, e eximiu o DCDP de responsabilidade pelo prejuízo do compacto alegando que a canção não deveria ter sido gravada sem autorização deles. Inicialmente avesso somente a alguns trechos da letra, Edgar acabou eventualmente censurando-a por inteiro, declarando na época que cortes parciais seriam "mais desagradáveis" ao compositor, contrariando outros dois censores que favoreceram a supressão de apenas algumas partes da obra.
Para completar a trilha sonora, em substituição a "Tamandaré", Chico compôs "Noite dos Mascarados".
A música permaneceu proibida até o ano de 1991, quando foi gravada pelo Quarteto em Cy.